# Paracerceis sculpta
Paracerceis sculpta är en kräftdjursart som först beskrevs av Edward Morell Holmes 1904.  Paracerceis sculpta ingår i släktet Paracerceis och familjen klotkräftor.
Artens utbredningsområde är havet utanför Grekland. Inga underarter finns listade i Catalogue of Life.